# 埃兰乔韦
埃兰乔韦（西班牙語：Elanchove）是西班牙巴斯克自治区比斯开省的一个市镇。总面积2平方公里，总人口443人（2001年），人口密度222人/平方公里。